# 海伦·瓦尔科
海伦·瓦尔科（英語：Helen Varcoe，1907年2月18日—1995年5月7日），英国女子游泳运动员，主攻自由泳。她曾代表英国参加1932年夏季奥林匹克运动会游泳比赛，获得女子4×100米自由泳接力铜牌。